# Die den Hals riskieren
Die den Hals riskieren (Originaltitel: The Gypsy Moths) ist der Titel eines US-amerikanischen Spielfilms aus dem Jahr 1969. Als literarische Vorlage diente ein Roman von James Drought. Es ist ein MGM-Farbfilm in Metrocolor.

## Handlung
Mike Rettig, Joe Browdy und der jüngste der drei Männer, Malcolm Webson, sind Fallschirmspringer. Sie reisen mit ihrem Wagen durch die Lande und führen ihre waghalsigen Sprünge vor.
Diesmal sind sie in einer kleinen Stadt in Kansas eingetroffen, wo ein kleines Flugfeld und Tribünen die Voraussetzung für ihre Vorstellung erfüllen. Sie mieten ein Flugzeug samt Pilot, besprechen die Details des Fluges, wann und wo sie abspringen wollen und suchen dann nach einer Unterkunft.
In der Stadt wohnt Malcolms Tante Elizabeth mit ihrem Mann, einem Professor, und bei ihnen können sich die drei einquartieren. Malcolm kennt seine Tante offensichtlich nur flüchtig, und so entwickeln sich die ersten Kontaktgespräche zwischen Gastgebern und Gästen zunächst sehr formell. 
Überhaupt scheinen alle so ihre Probleme zu haben. Mike ist mit sich und der Welt unzufrieden, Malcolm weiß nicht, was er eigentlich will, Elizabeth hat offensichtlich den falschen Mann geheiratet, und der seinerseits versteht seine Frau nicht. Nur Joe lebt sorglos in den Tag hinein.
Am Abend geht Joe in eine Bar, wo er einen One-night-stand sucht und auch findet. Mike und Elizabeth kommen sich dann aber doch näher, verlieben sich und schlafen miteinander, was ihr Mann mehr oder wenig teilnahmslos beobachtet. Mike bittet sie, mit ihm zu kommen, was ihr jedoch trotz ihres tristen Alltags angesichts einer unsicheren Zukunft zu gewagt erscheint und sie ablehnt.
Am nächsten Tag findet dann die Vorführung statt, sie führen ihre Kunststücke vor. Mikes Spezialität ist ein Sprung, bei dem er möglichst spät die Reißleine zieht. Also ein richtiger Nervenkitzel für die Zuschauer. Aber die Sache geht schief, er fällt wie ein Stein zu Boden, ist tot. Die beiden anderen entdecken sofort, dass er die Reißleine gar nicht gezogen und wohl Suizid begangen hat.
Wieder einen Tag später geben die beiden Zurückgebliebenen noch einmal eine Vorstellung. Sie brauchen das Geld für Mikes Begräbnis. Jetzt ist es Joe, der den Spezialsprung wagt. Er gelingt ihm nur ganz knapp. Es war sein letzter, er hängt das Fallschirmspringen an den Nagel.

## Hintergrund
Der Film, der 1968 in Wichita (Kansas) gedreht wurde, war der letzte in einer längeren Zusammenarbeit zwischen Lancaster und Frankenheimer und auch des Jahrzehnts, in dem der Schauspieler seine größten Erfolge gefeiert hatte. (Robyn Karney)

## Kritiken
- „Es gibt Filme, bei denen es besonders schade ist, dass man sie nur als TV-Tip empfehlen kann, statt sie auf der Leinwand zu zeigen. 'Die den Hals riskieren' ist so ein Fall... Fallschirmspringer in der Gewissenskrise: Von John Frankenheimer abwechselnd packend, dann wieder spröde inszeniert.“ (Carsten Tritt)
- „Eine moralisch getönte, schön beobachtete Charakterstudie rund um drei Fallschirmakrobaten auf Gastspiel in einer Kleinstadt: In der ruhigen, säuerlichen Welt des Films verzweifeln Burt Lancaster, Gene Hackman und Deborah Kerr zwischen Selbstanklage und von Frankenheimer gewohnt verdichtet inszenierten, hervorragenden Luftsequenzen.“ (Christoph Huber)
- „Das bei weitem Beste an The Gypsy Moths sind die Luftaufnahmen.“ (Tony Thomas, Burt Lancaster, Heyne Filmbibliothek Nr. 29)
- „Hackmann war hervorragend wie auch die Regie von Frankenheimer... Leider waren die Geschichte und die Rollen fadenscheinig und zerstückelt und die ganze Atmosphäre ziemlich düster.“ (Robyn Karney: Burt Lancaster. Gremese 1997)
- „Der Film beschreibt ein Wochenende, an dem jeder eine verwirrende, emotionale Krise durchlebt, Miss Kerr mit eingeschlossen, eine unglückliche, höchst unglaubhafte Hausfrau aus Kansas, die eine kurze Affäre mit Lancaster hat, hauptsächlich deshalb – so scheint es – weil sie sich an ihr Zusammentreffen aus 'Verdammt in alle Ewigkeit' erinnert.“ (Vincent Canby, New York Times)